# Davis Ridge
Davis Ridge ist ein unregelmäßig geformter Gebirgskamm im östlichen Palmerland auf der Antarktischen Halbinsel. Er ragt als Ausläufer des Massivs des Mount Jackson 10 km ostsüdöstlich vom Gipfel dieses Berges entfernt auf.
Der United States Geological Survey kartierte ihn im Jahr 1974. Das Advisory Committee on Antarctic Names benannte ihn 1976 nach dem US-amerikanischen Biologen Brent L. Davis, der im Rahmen des United States Antarctic Research Program 1971 auf der Palmer-Station und von 1974 bis 1975 auf der Antarktischen Halbinsel tätig war.